# 유노사토시리우치 신호장
유노사토시리우치 신호장(일본어: 湯の里知内信号場, ゆのさとしりうちしんごうじょう)은 일본 홋카이도 가미이소 군 시리우치정에 있는 홋카이도 여객철도 가이쿄 선의 신호장이다. 정규 여객영업이 이루어지는 역으로는 홋카이도의 최남단 역이었으나, 이용객의 수가 너무 적어2014년 3월 15일부로 신호장으로 격하되었다. 2016년 3월 26일 홋카이도 신칸센의 개업에 따라 명칭을 시리우치 신호장(일본어: 知内信号場, しりうちしんごうじょう)에서 변경하였다.

## 구 역 구조
2면 4선의 섬식 승강장이 있는 지상역으로, 바깥쪽 선에는 난간이 설치되어 있어 본선 방향에서만 여객 취급을 한다. 승강장의 유효장은 7량에 불과하기 때문에, 8량 편성의 열차가 정차하는 경우 승강장을 벗어난 차량에 대해서는 출입문 취급을 하지 않는다. 역사는 미치노에키 시리우치 물산관과 병설되어 있다. 현재는 승강장을 뜯어내고 새로운 선로를 설치했다.

### 승강장
| 1 | ■ 쓰가루 해협선 | 기코나이 · 하코다테 방면   | 2014년 3월 15일 폐지됨 |
| 2 | ■ 쓰가루 해협선 | 아오모리 · 신아오모리 방면 | 2014년 3월 15일 폐지됨 |

## 역 주변
- 유노사토 우체국

## 역사
- 1988년 3월 13일 - 홋카이도 여객철도의 신유노사토 신호장으로 설치됨.
- 1990년 7월 1일 - 여객역으로 격상, 시리우치역이 됨.
- 2009년 - 홋카이도 신칸센의 궤도 부설 거점으로 지정됨.
- 2014년 3월 15일 - 신호장으로 격하, 전 열차 무정차통과. 시리우치 신호장으로 명칭 변경.
- 2016년 3월 26일 - 홋카이도 신칸센 개통 직후 유노사토시리우치 신호장로 명칭 변경.